# (1082) Pirola
(1082) Pirola ist ein Asteroid des äußeren Hauptgürtels, der am 28. Oktober 1927 vom deutschen Astronomen Karl Wilhelm Reinmuth an der Landessternwarte Heidelberg-Königstuhl bei einer Helligkeit von 13,3 mag entdeckt wurde. Nachträglich konnte festgestellt werden, dass er bereits am 31. Oktober 1916 am Krim-Observatorium in Simejis fotografiert worden war.
Der Name des Asteroiden ist von der botanischen Bezeichnung Pyrola der Gattung Wintergrün abgeleitet.
Aufgrund seiner Bahneigenschaften wird (1082) Pirola zur Themis-Familie gezählt.

## Wissenschaftliche Auswertung
Aus Ergebnissen der IRAS Minor Planet Survey (IMPS) wurden 1992 erstmals Angaben zu Durchmesser und Albedo für zahlreiche Asteroiden abgeleitet, darunter auch (1082) Pirola, für die damals Werte von 43,0 km bzw. 0,07 erhalten wurden. Eine Auswertung von Beobachtungen durch das Projekt NEOWISE im nahen Infrarot führte 2011 zu vorläufigen Werten für den Durchmesser und die Albedo im sichtbaren Bereich von 37,4 km bzw. 0,09. Nachdem die Werte 2012 auf 42,6 km bzw. 0,07 korrigiert worden waren, wurden sie 2014 auf 48,4 km bzw. 0,05 geändert. Nach der Reaktivierung von NEOWISE im Jahr 2013 und Registrierung neuer Daten wurden die Werte 2016 angegeben mit 41,5 km bzw. 0,06, diese Angaben beinhalten aber hohe Unsicherheiten. Eine Auswertung der von WISE/NEOWISE gemessenen thermischen Lichtkurven des Asteroiden im mittleren Infrarot ermöglichten dann in einer Untersuchung von 2021 eine Abschätzung des effektiven Durchmessers zu 41,1 km und der Albedo zu 0,07.
Photometrische Beobachtungen des Asteroiden wurden erstmals vom 2. Oktober 2010 bis 9. Januar 2011 in einer Zusammenarbeit des Indian Hill Observatory in Ohio, des Organ Mesa Observatory in New Mexico und der Sternwarte Belgrad in Serbien durchgeführt. Aus den gemessenen Lichtkurven konnte eine Rotationsperiode von 15,8525 h abgeleitet werden. Der Durchmesser wurde auf 45 km abgeschätzt. Weitere Beobachtungen erfolgten vom 3. Oktober 2010 bis 3. Februar 2011 an der University of North Dakota und am Badlands Observatory in South Dakota. Hierbei konnte ebenfalls eine Rotationsperiode von 15,85 h gefunden werden.
Eine Durchmusterung im Rahmen der Palomar Transient Factory (PTF) am Palomar-Observatorium in Kalifornien ab 2009 bestätigte in einer Untersuchung von 2015 diese Bestimmung der Rotationsperiode von (1082) Pirola mit einem Wert von 15,85 h. Aus thermischen Infrarot-Daten wurde außerdem ein Durchmesser von 47,1 ± 0,4 km abgeleitet. Die Auswertung archivierter Lichtkurven der Lowell Photometric Database ermöglichte dann in einer Untersuchung von 2016 für ein ellipsoidisches Gestaltmodell die Bestimmung von zwei alternativen Positionen der Rotationsachse mit retrograder Rotation und eine Periode von 15,8540 h.
Eine Auswertung der Daten des Asteroid Terrestrial-impact Last Alert System (ATLAS) aus den Jahren 2015 bis 2018 führte in einer Untersuchung von 2020 zu einer Rotationsperiode von 15,852 h, darüber hinaus konnte eine taxonomische Zuordnung mit einer Wahrscheinlichkeit von 91 % für einen C-Typ und 9 % für einen S-Typ angegeben werden.
Zwischen 2012 und 2018 wurden mit der All-Sky Automated Survey for Supernovae (ASAS-SN) auch photometrische Daten von 20.000 Asteroiden aufgezeichnet. Auf mehr als 5000 davon konnte erfolgreich die Methode der konvexen Inversion angewendet werden, darunter auch (1082) Pirola, für die in einer Untersuchung von 2021 ein verbessertes dreidimensionales Gestaltmodell für zwei alternative Rotationsachsen mit retrograder Rotation und einer Periode von 15,8543 h berechnet wurde.
Im Jahr 2023 wurde aus photometrischen Messungen von Gaia DR3 erneut ein dreidimensionales Gestaltmodell des Asteroiden für zwei alternative Rotationsachsen mit retrograder Rotation und einer Periode von 15,8533 h berechnet.

## Asteroidenpaar
(1082) Pirola bildet mit dem Asteroiden (1782) Schneller ein quasi-complanares Asteroidenpaar. Sie besitzen sehr ähnliche Bahnelemente und bewegen sich nahezu in der gleichen Bahnebene, allerdings sind ihre Apsidenlinien deutlich gegeneinander verdreht. (1782) Schneller besitzt eine geringfügig kürzere Umlaufzeit um die Sonne als (1082) Pirola, so dass er sie etwa alle 1350 Jahre überholt. Für einen Zeitraum von etwa 160 Jahren führen die beiden Asteroiden dann als Quasisatelliten eine Pendelbewegung umeinander aus, allerdings ohne gravitativ aneinander gebunden zu sein, bevor sie sich wieder voneinander entfernen. In den 1000 Jahren um die derzeitige Epoche herum kommen sich die beiden Körper aber nicht näher als etwa 1,7 Mio. km.